# Barraca de vinya (la Pobla de Claramunt)
La barraca de vinya és un edifici de la Pobla de Claramunt (Anoia) inclòs a l'Inventari del Patrimoni Arquitectònic de Catalunya. No fa gaire anys, al terme de la Pobla de Claramunt, se'n conservaven una vuitantena, la major part, actualment enderrocades. Presenta la tipologia usual d'aquest tipus de construcció: planta circular, volta per aproximació de filades (falsa cúpula), gran llosa que fa de llinda de la porta. ...aquesta, però té el detall interessant que les pedres de damunt la llosa del llinda estan disposades verticalment, cosa molt estranya en aquest tipus de construcció. Vegeu fitxa de "Barraca de vinya" (Torre de Claramunt) És dels pocs exemples de barraca de vinya d'aquest tipus conservada fora de la Torre de Claramunt.

## Història
1. 1 2 3 4 5  «Barraca de vinya». Inventari del Patrimoni Arquitectònic de Catalunya.   Direcció General del Patrimoni Cultural de la Generalitat de Catalunya. [Consulta: 3 setembre 2015].